# El Palmar (Celestún)
El Palmar es una población del estado de Yucatán, México, localizada en el municipio de Celestún, ubicada en la parte nor-oeste de dicho estado peninsular. 

## Lugares de interés
Es un sitio turístico.

## Demografía
Según el censo de 2005 realizado por el INEGI, la población de la localidad era de 0 habitantes.
| 2                           | 2 | 20 | ? | ? | 0 | 0 |
| (Fuente: INEGI [Consultar]) |   |    |   |   |   |   |